# F-010

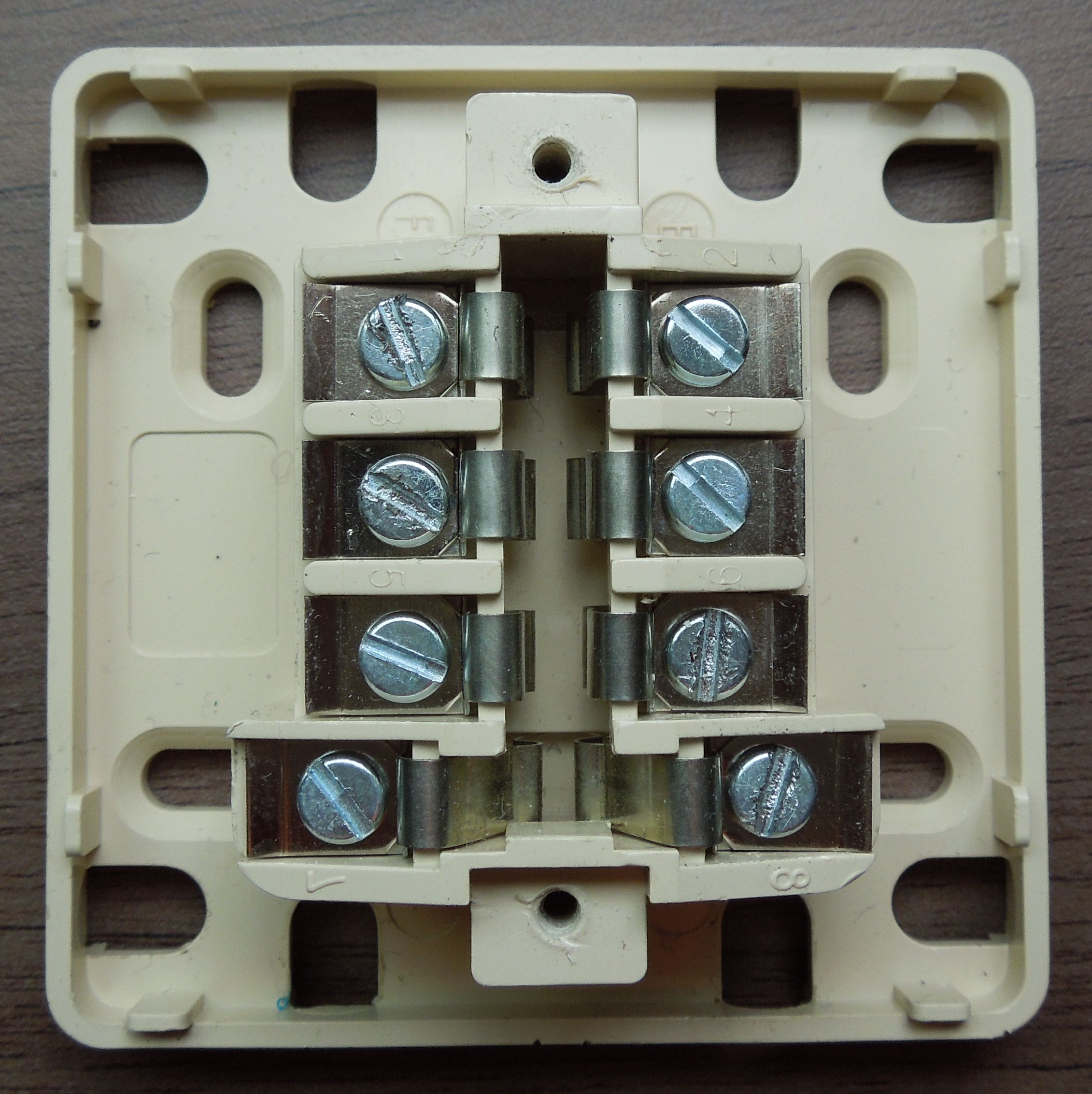
Toma de teléfono abierta.

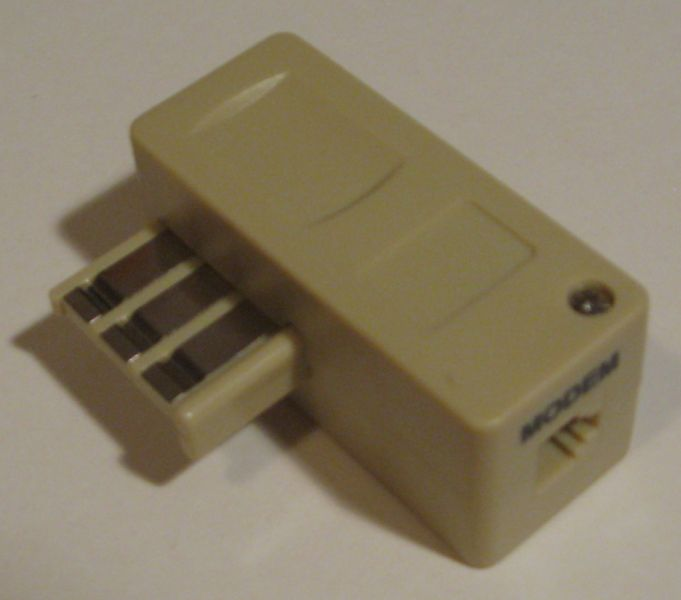
Enchufe F-010 con toma RJ11.

El F-010, enchufe T o enchufe PTT es un tipo de enchufe telefónico. El F-010 estándar se originó en Francia y se utiliza allí (incluidos sus colonias y territorios de ultramar) y en otros países, como Argelia, Andorra, Bután, Burkina Faso, Chad, Comoras, República del Congo, Yibuti, Egipto, Guinea Ecuatorial, Gabón, Granadinas, Costa de Marfil, Madagascar, Malí, Mauritania, Mauricio, Mónaco, Marruecos, Níger, Ruanda, Senegal, Somalia, Togo y Túnez.
El F-010 se describe en «Spécifications Techniques d'interface» editado por France Télécom.
En Francia, ha sido sustituido por el RJ45 desde la norma NF C 15-100 en 2008, obligatoria para cualquier nueva construcción. 